# Cynorta interjecta
Cynorta interjecta is een hooiwagen uit de familie Cosmetidae.